# Chiesa di Santa Maria della Spina
Santa Maria della Spina è una chiesa in stile gotico pisano situata a Pisa sulla sponda sinistra dell'Arno.
Piccola architettura in marmi policromi, custodiva un tempo la Sacra Spina, da cui prese il nome.

## Storia

### Medioevo
Il tempio, eretto nel 1230 dalla famiglia Gualandi, si chiamava in origine Santa Maria di Pontenovo, per via del ponte che collegava via Sant'Antonio a via Santa Maria, crollato poi nel XV secolo. Il nome Spina deriva dal fatto che conservava una spina che avrebbe fatto parte della corona indossata da Gesù alla sua crocifissione e portata qui nel 1333, ma custodita dal XIX secolo nella chiesa di Santa Chiara.
Originariamente la chiesa doveva essere costituita da un'unica loggia aperta verso Sud e coperta da un tetto a capanna. Nel 1322 il Comune deliberò dei lavori di ampliamento iniziati nel 1323 e finiti prima del 1376, probabilmente sotto la direzione di Lupo di Francesco che vi lavorò con la sua bottega, alla quale succedette, dal quinto decennio del secolo, quella di Andrea e Nino Pisano.

### Età moderna

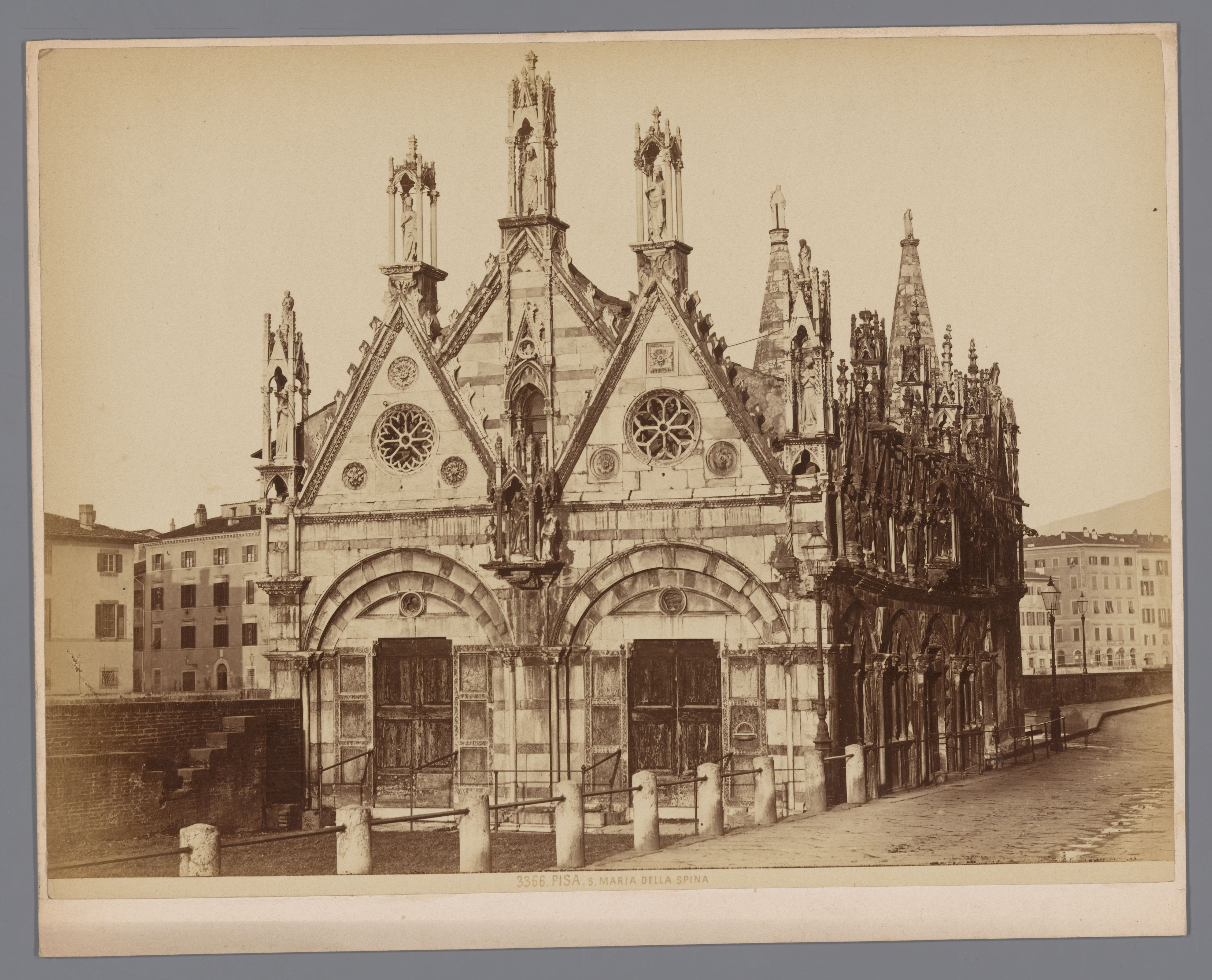
La chiesa della Spina come appariva prima del 1881

La chiesa fu soggetta a numerosissimi interventi di restauro dovuti al cedimento del terreno e alla vicinanza del fiume Arno sulle cui sponde era stata edificata.

### Età contemporanea
Infine, dopo l'unità d'Italia, il consiglio comunale e una commissione formata da membri dell'Accademia di Belle Arti decisero lo smantellamento e la ricostruzione dove fosse più stabile e sicura. I lavori, guidati dall'architetto Vincenzo Micheli, iniziarono nel 1871 e terminarono nel 1875. Questo intervento spostò l'edificio di alcuni metri verso est e lo innalzò di un metro. Tuttavia nello smontaggio ci furono estese distruzioni di materiali marmorei (molti frammenti sono oggi nei depositi del Museo nazionale di san Matteo) e nella ricostruzione sostanziali modifiche alla primitiva struttura, che peraltro indignarono John Ruskin, di passaggio a Pisa: fu alzato l'edificio di circa un metro, inseriti alcuni gradini, alcune zone intonacate sostituite con fasce di marmo, le statue restaurate male o sostituite, e la sagrestia edificata a sbalzo sul fiume non fu mai ricostruita.
Una particolarità è che la chiesa di Santa Maria della Spina, come tutti gli oratori dedicati ai ponti,  è sempre stata amministrata dal Comune, tranne alcune parentesi nel XVII e XVIII-XX secolo in cui l'amministrazione ricadde sotto l'ospedale.
Attualmente l'ambiente interno della Chiesa viene utilizzato per ospitare mostre di arte contemporanea.

## Esterno

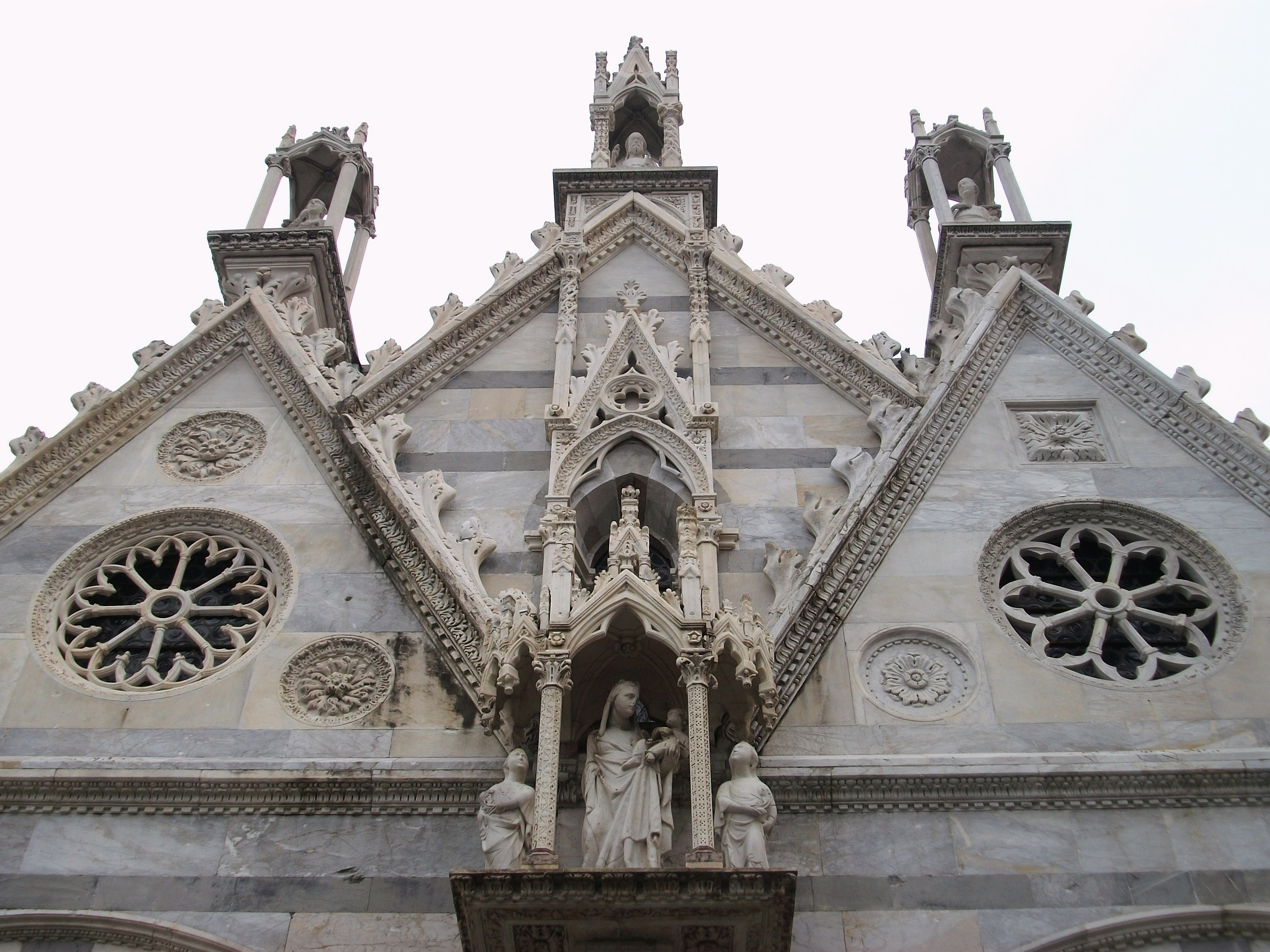
Particolare della facciata ovest

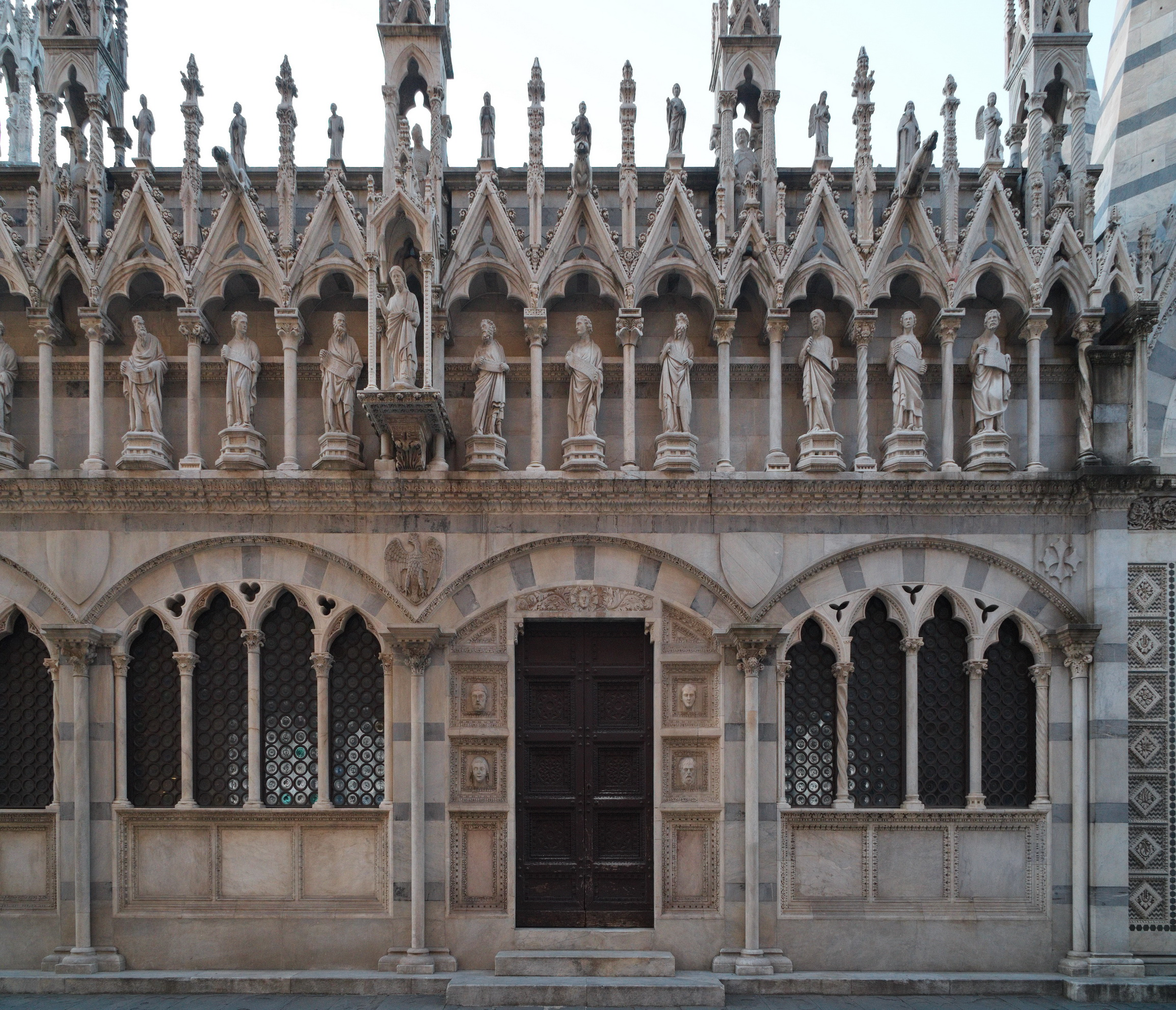
Il lato meridionale della chiesa

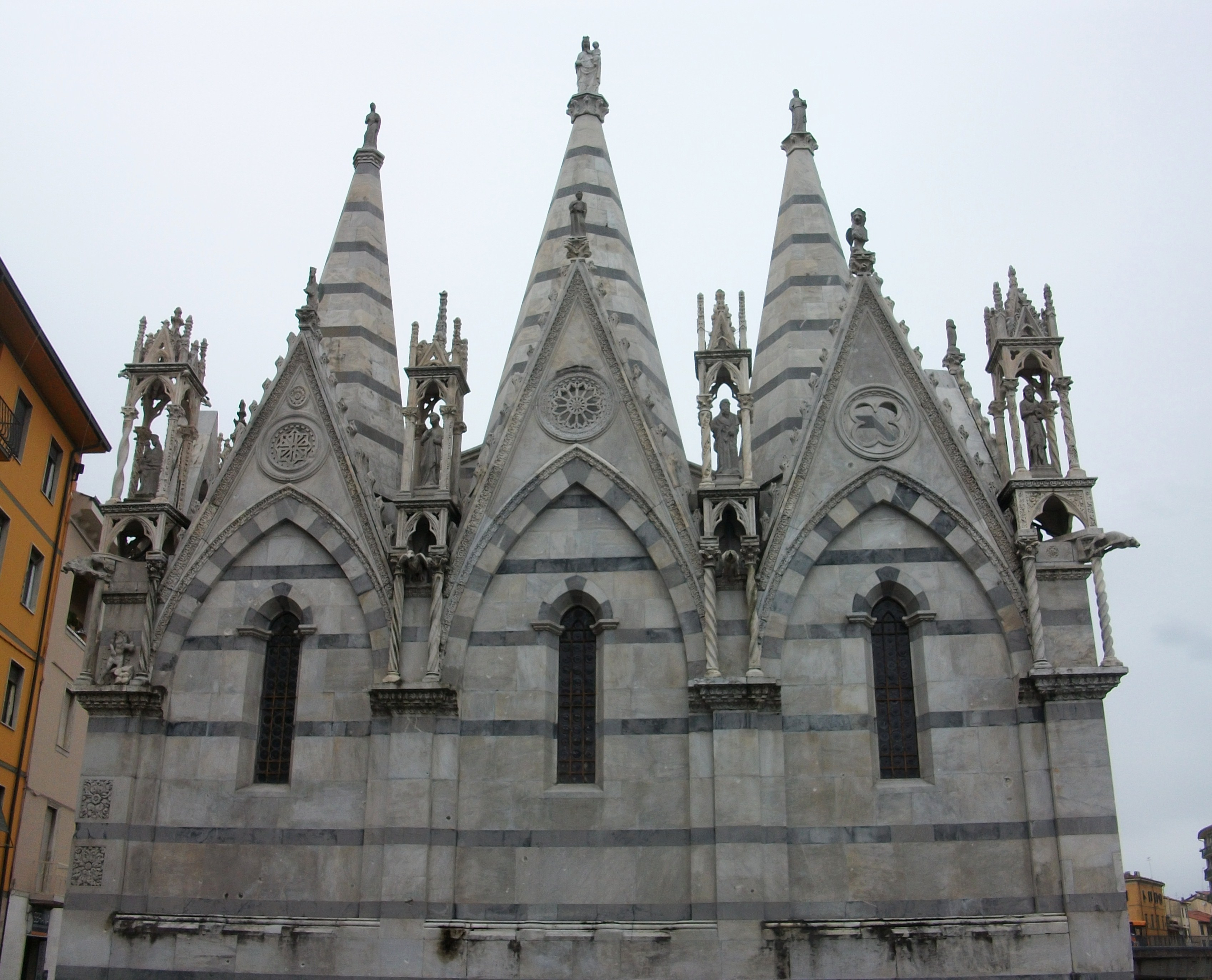
Particolare del lato est

### Visione d'insieme
L'esterno è caratterizzato da cuspidi, timpani, tabernacoli, insieme a complesse strutture scultoree come tarsie, rosoni e statue di maestri pisani del XIV secolo fra cui Giovanni Pisano, Lupo di Francesco, Andrea Pisano con i figli Nino e Tommaso, e Giovanni di Balduccio. Tutte le statue a tutto tondo che si vedono sono copie: dal 1996 gli originali sono raccolti in una sala e nei depositi del Museo nazionale di San Matteo.

### Facciata
La facciata, rivolta ad ovest, presenta due ingressi con archi a tutto sesto architravati fra i quali si trova il tabernacolo con le statue della Madonna col Bambino attribuita a Giovanni Pisano (1310-20 circa) affiancati da due angeli tardi aggiunti nel XVII secolo. Ai lati, entro altri due tabernacoli, ci sono due Angeli trecenteschi attribuiti ai seguaci di Giovanni Pisano (1320-40). Altri tre tabernacoli si aprono nella parte superiore della facciata, due sulla sommità dei due timpani laterali e il terzo sulla sommità di un altro timpano centrale che si appoggia agli altri due. Le statue al loro interno, mal valutabili per lo stato di conservazione e in alcuni casi per la sostituzione ottocentesca delle teste, raffigurano Cristo e la coppia Angelo/Vergine annunciata (riferibili ad una bottega di scuola senese, 1320-40).

### Lato meridionale
Soprattutto il lato meridionale presenta numerose decorazioni con tre polifore ed una porta sormontate da una galleria di diciassette tabernacoli cuspidati di varie dimensioni. Sui dodici tabernacoli maggiori collocati esattamente sopra le polifore e la porta ci sono le dodici statue degli Apostoli mentre gli altri cinque tabernacoli minori sono lasciati vuoti e su un altro tabernacolo sporgente troviamo la figura di Cristo, tutti di seguaci non meglio identificati di Giovanni Pisano (1320-40 circa). I cinque tabernacoli minori sono sormontati a loro volta da altri cinque tabernacoli arricchiti da timpani e guglie sui quattro lati e una guglia maggiore alla sommità. Entro essi troviamo statue di profeti, ancora di seguaci di Giovanni Pisano. Le dodici piccole sculture di Santi e Angeli sui timpani sono produzioni del laboratorio di Nino Pisano o di sostituzioni moderne.

### Abside
Nella porzione di destra del lato meridionale, corrispondente alla zona absidale, troviamo una grossa porta affiancata da due file di tarsie marmoree e sormontata da un architrave greco-siriaca del III secolo d.C. reimpiegata e da un timpano con due rosoni. Quest'ultimo culmina con l'aquila di Giovanni Evangelista (i simboli degli altri tre evangelisti sono sul retro) ed è affiancata da due tabernacoli di diversa dimensione. Quello di destra ne sormonta un altro con la Madonna col Bambino di Giovanni di Balduccio (1320-40).

### Lato orientale
Il lato Est ha tre archi a sesto acuto con finestre semplici costruite in sostituzione di polifore; i tre timpani culminano con i simboli di tre Evangelisti (il quarto è sul lato meridionale come già detto). Ai lati degli archi troviamo un motivo simile a quello visto sul lato meridionale con piccole edicole sormontate da tabernacoli entro cui sono collocate, oltre alla Madonna col Bambino di Giovanni di Balduccio già menzionata, le statue dei santi Pietro, Paolo e Giovanni Battista della bottega di Nino Pisano (1360-1376). La zona presbiteriale è sormontata da alte cuspidi a piramide sormontate a loro volta da una bellissima Madonna col Bambino di Nino Pisano, affiancata da due Angeli dello stesso autore (1360-68 circa).

## Interno

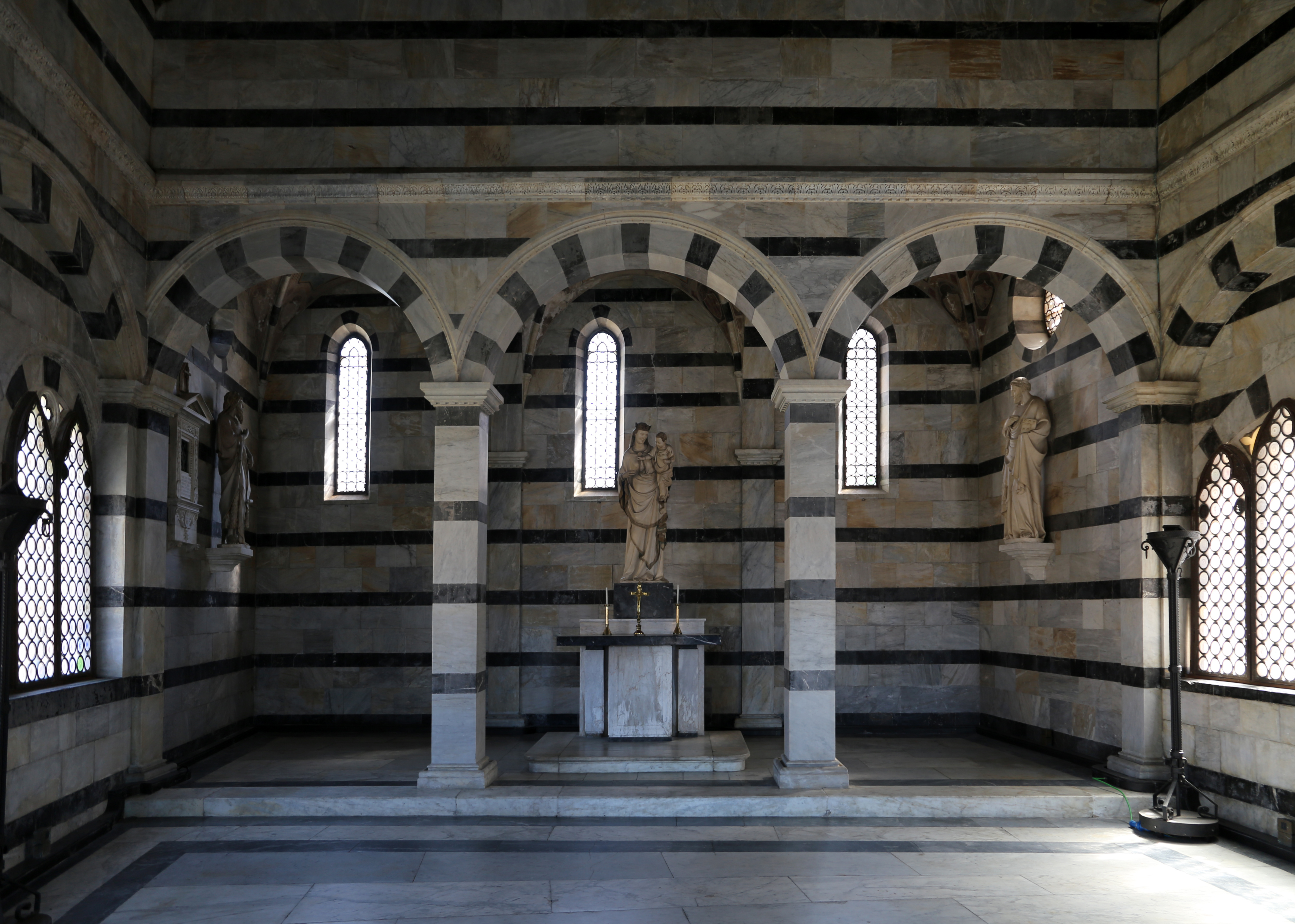
Interno

Se comparato col ricco esterno, l'interno appare piuttosto semplice. Esso è composto da un unico vano con il soffitto ligneo decorato durante la ricostruzione del XIX secolo. Al centro del piccolo presbiterio si trovano tre capolavori della scultura gotica europea, la Madonna della Rosa di Andrea e Nino Pisano e su due mensole laterali le figure di San Pietro e San Giovanni Battista degli stessi artisti (metà del XIV secolo circa). Un'altra statua di Andrea e Nino Pisano, la Madonna del Latte (1343-1347), si trovava un tempo nel piccolo tabernacolo della controfacciata dove è presente una copia in gesso: l'originale è stato trasferito dal secondo dopoguerra nel Museo Nazionale di San Matteo.
Con il dominio dei Medici, la chiesetta fu adornata di altre opere come il coro in marmo del fiorentino Andrea Guardi (1453), il tabernacolo di Stagio Stagi (1534), in cui era la reliquia della Corona di spine, e la tela con la Sacra Conversazione (1542) di Giovanni Antonio Bazzi, detto il Sodoma, quest'ultima oggi al Museo nazionale di San Matteo.
Un gruppo di Annunciazione marmorea di Stoldo Lorenzi è invece venerato nella chiesa di Santa Chiara.

## Galleria d'immagini

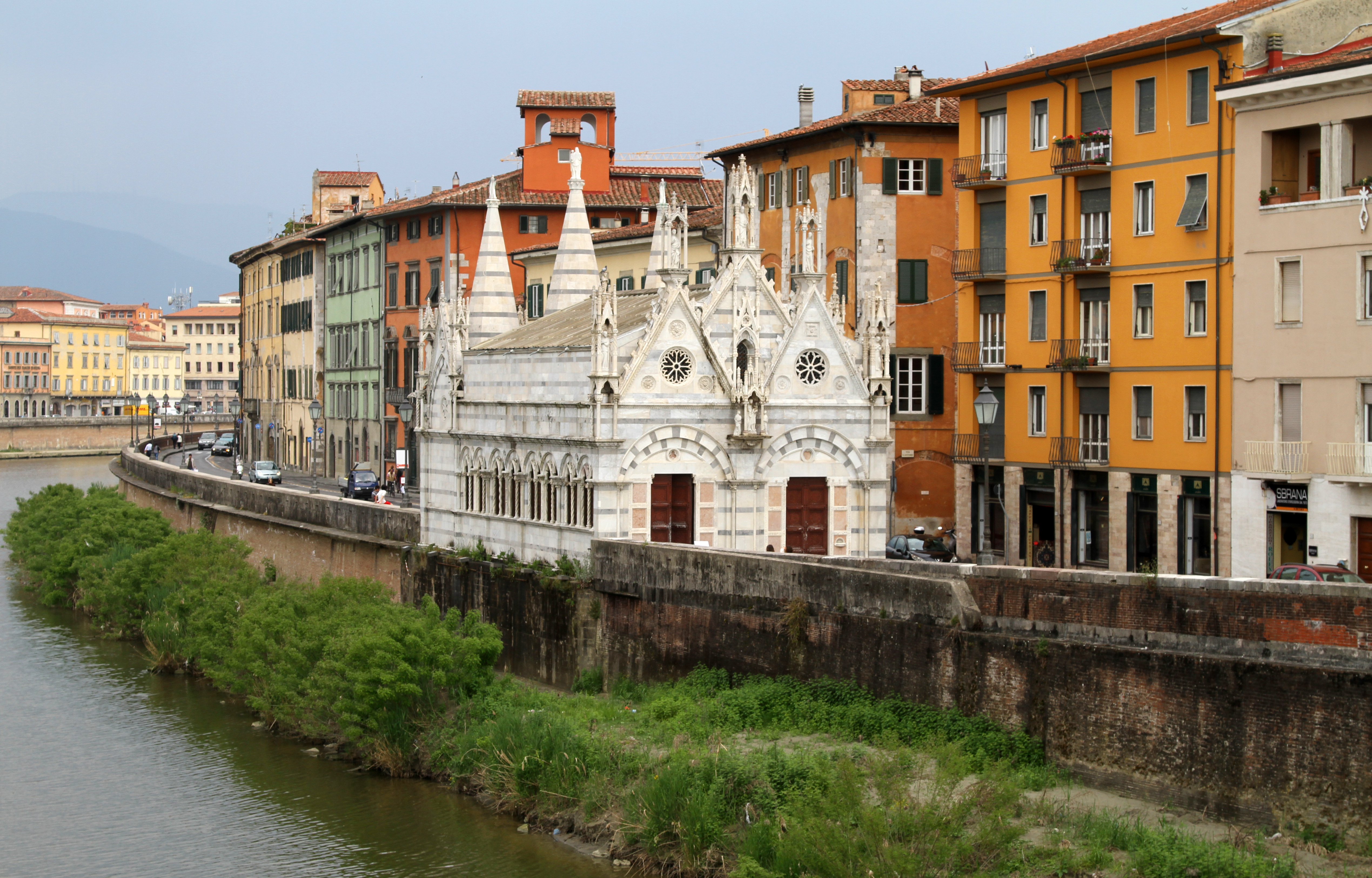
La chiesa vista da Ponte Solferino
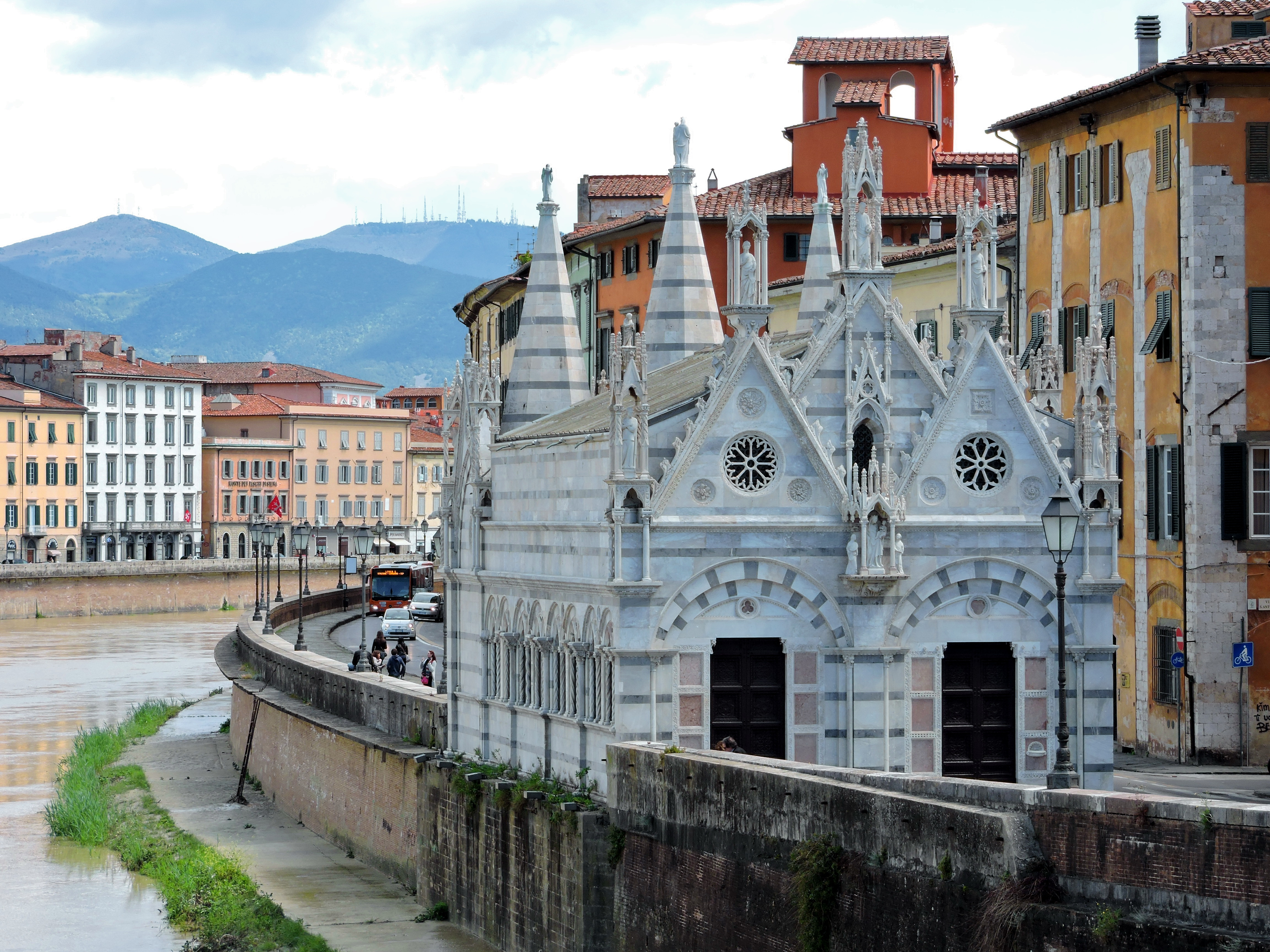
Un'altra vista dal ponte
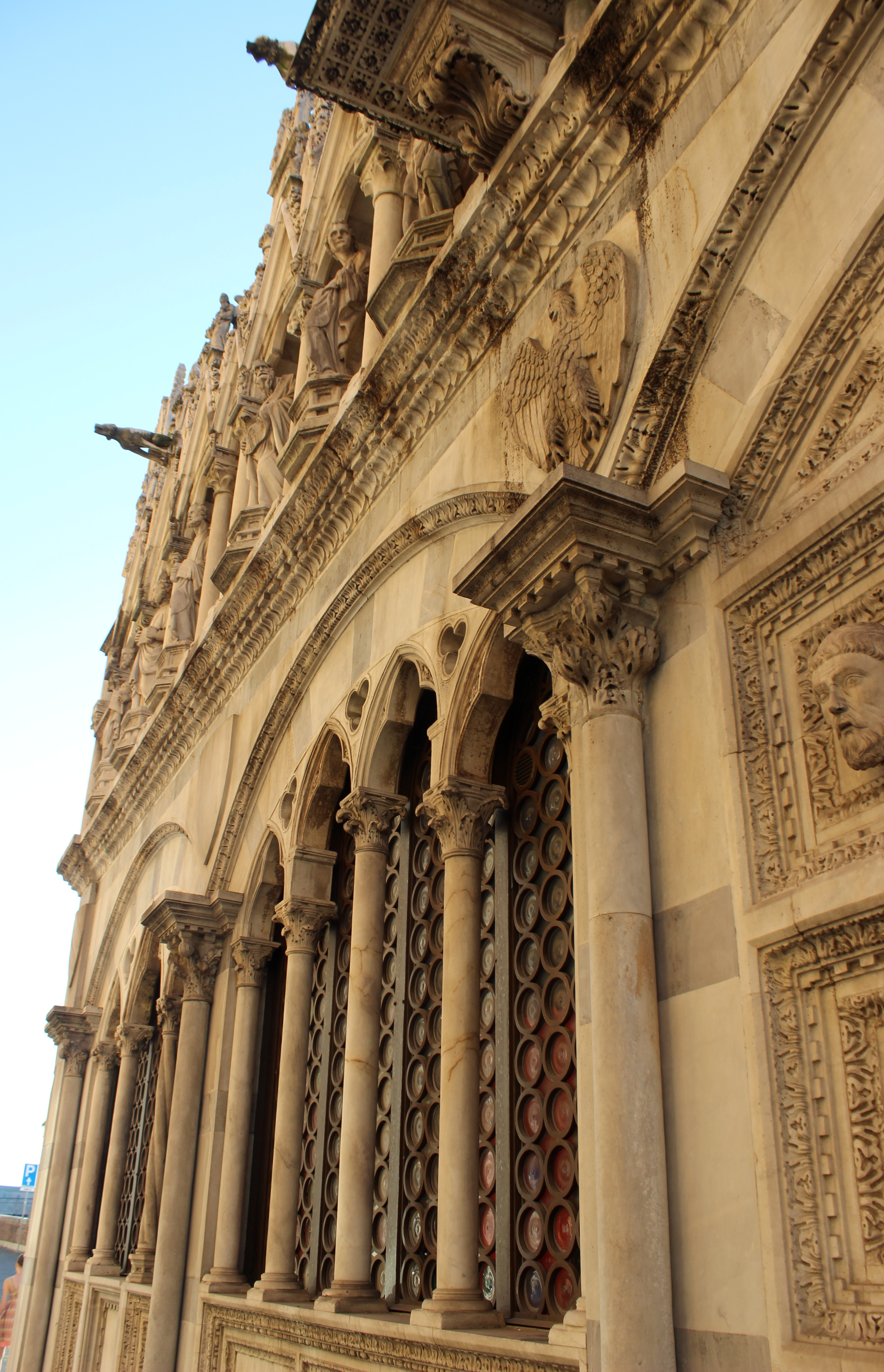
Dettaglio della parete sud
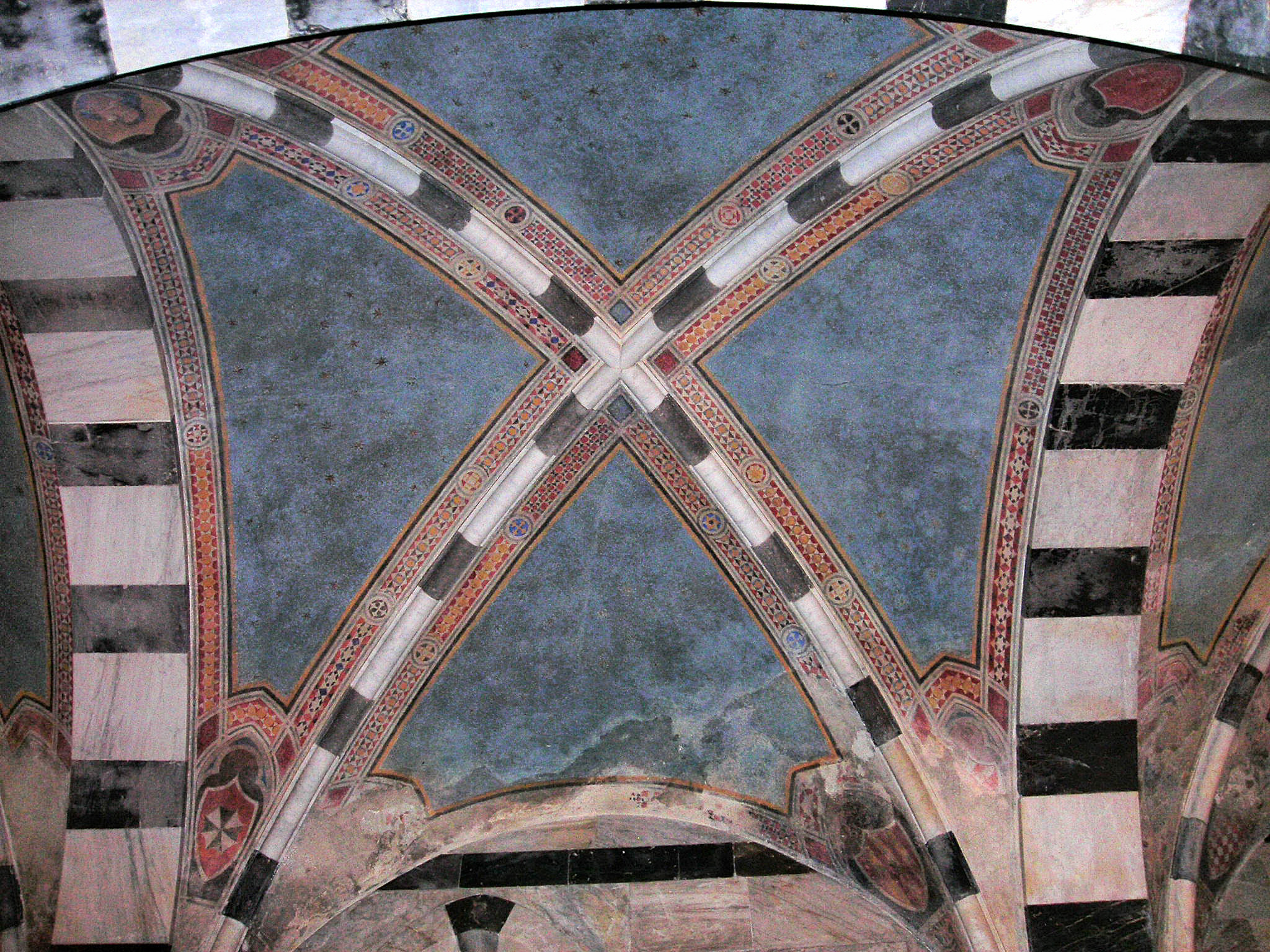
Dettaglio della copertura a volta
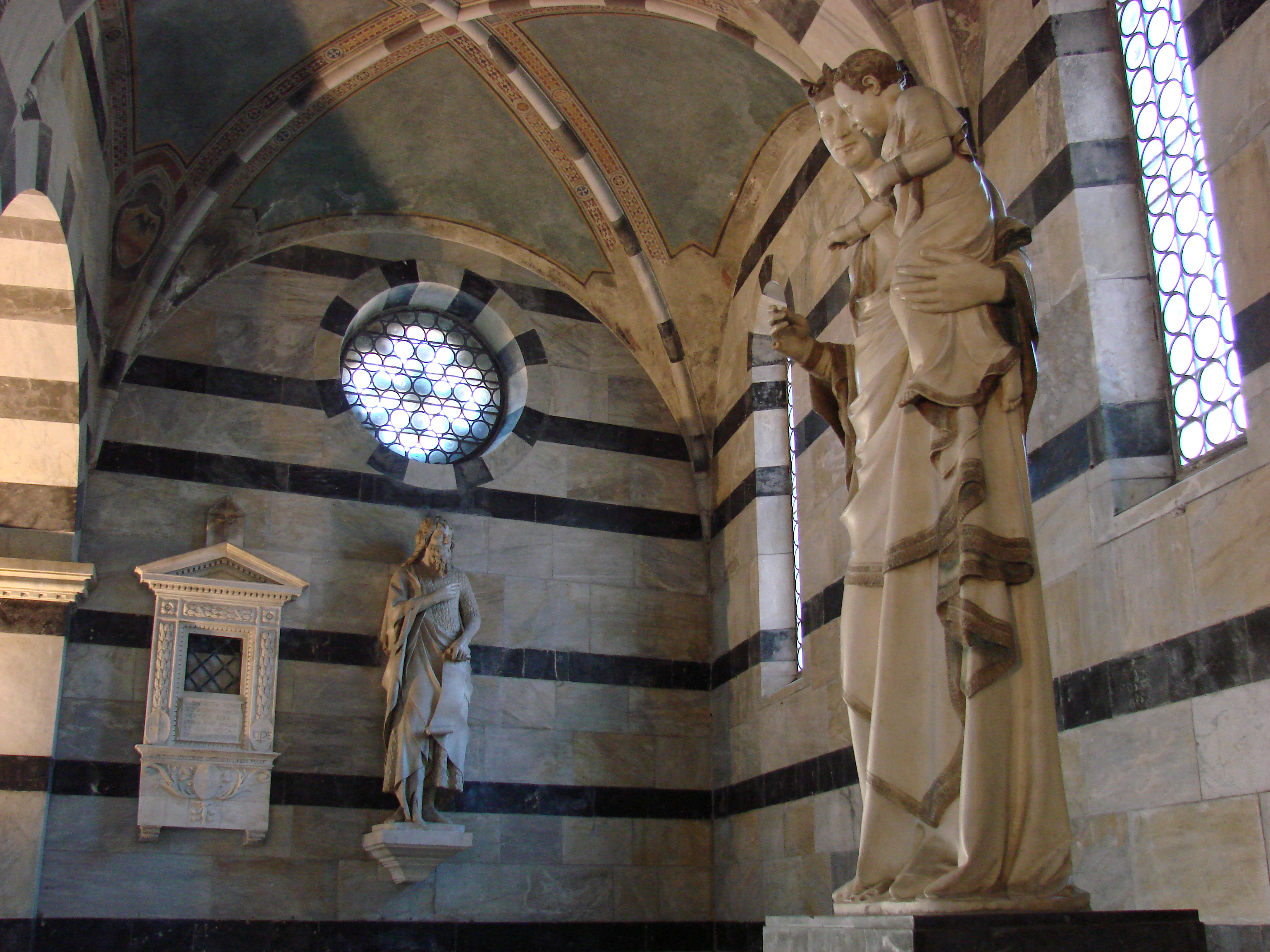
La Madonna della Rosa e San Giovanni Battista di Andrea Pisano
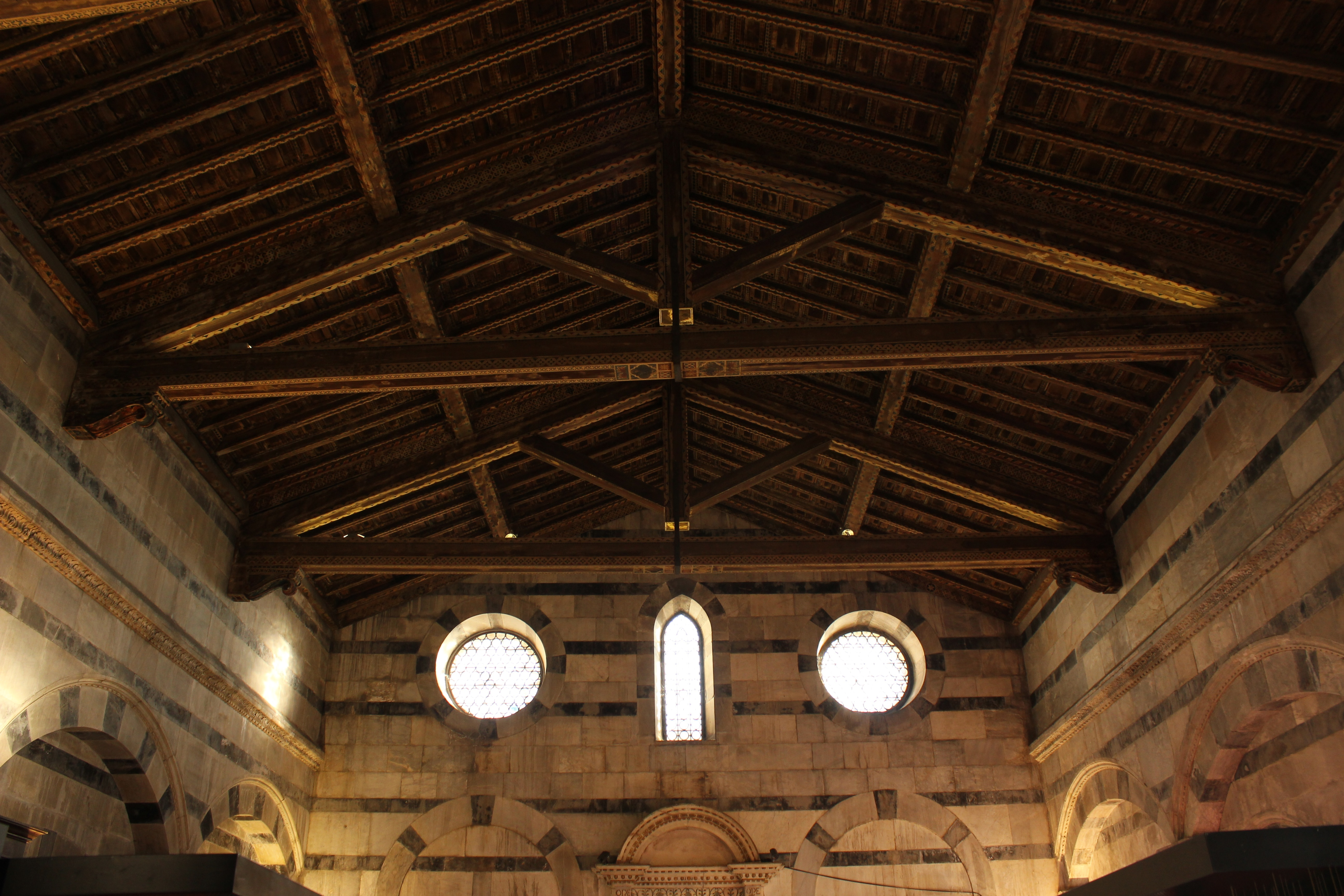
Capriate della copertura